# Lilbourne
Lilbourne – wieś w Anglii, w hrabstwie Northamptonshire, w dystrykcie (unitary authority) West Northamptonshire. Leży 26 km na północny zachód od miasta Northampton i 122 km na północny zachód od Londynu. Miejscowość liczy 363 mieszkańców.